# Județul Orhei (interbelic)
Județul Orhei a fost o unitate administrativă de ordinul întâi din Regatul României, aflată în regiunea istorică Basarabia. Reședința județului era orașul Orhei.

## Întindere

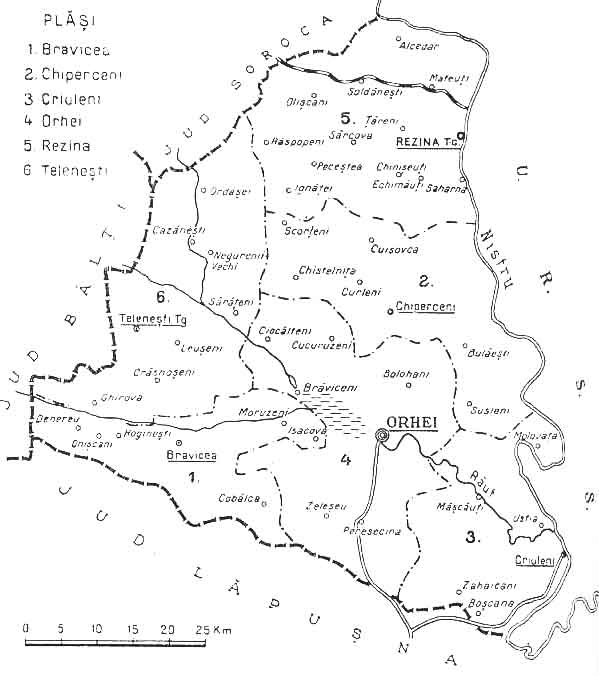
Harta județului, cu dispunerea și denumirea plășilor, în anul 1938.

Județul se afla în partea de nord-est a României Mari, în estul regiunii Basarabia, la granița cu Uniunea Sovietică. Actualmente teritoriul lui este în totalitate teritoriu al Republicii Moldova. Se învecina la nord-vest cu județele Soroca și Bălți, la nord-est și est cu U.R.S.S., iar la sud cu județul Lăpușna.
Străvechiul ținut Orhei al Moldovei, este așezat în partea centrală, mărginindu-se la Nord cu ținutul Soroca, la Est - cu rîul Nistru, la Vest - cu ținutul Bălți și la Sud - cu ținutul Lăpușna. Cea mai nordică localitate era Poiana, Plasa Rezina, iar cea mai sudică - târgul Criuleni. Capitala județului este localitatea Orhei, iar suprafața totală a județului Orhei era de ~4026 kmp. 
Teritoriul județului Orhei era împarțit în șase plase: 1. Plasa Bravicea, 2. Plasa Ciocâlteni, 3. Plasa Criuleni, 4. Plasa Orhei, 5. Plasa Mășcăuți și 6. Plasa Rezina. Avea patru orașe Orhei, Rezina, Telenești și Șoldănești, 235 sate. Principalele așezări fiind: Orhei – capitala județului; Rezina-târg – o comună urbană.

## Organizare
În 1925 teritoriul județului era împărțit în opt plăși:
1. Plasa Bravicea
2. Plasa Chiperceni
3. Plasa Criuleni
4. Plasa Isacova
5. Plasa Răspopeni
6. Plasa Rezina
7. Plasa Susleni
8. Plasa Telenești

În anul 1930 erau patru plăși:
1. Plasa Bravicea,
2. Plasa Ciocâlteni,
3. Plasa Mășcăuți și
4. Plasa Rezina.

Ulterior, în 1936, au fost formate încă două plăși:
1. Plasa Criuleni și
2. Plasa Orhei.

În anul 1938, județul Orhei era format din următoarele șase plăși:
1. Plasa Bravicea,
2. Plasa Chiperceni,
3. Plasa Criuleni,
4. Plasa Orhei,
5. Plasa Telenești și
6. Plasa Rezina.

Singura localitate urbană aflată pe teritoriul județului era Orhei, reședința de județ.
În perioada 1938-1940, județul Orhei a fost încorporat în Ținutul Nistru.
Între anii 1941-1944 existau 4 plase:
1. Plasa Chiperceni
2. Plasa Orhei
3. Plasa Rezina
4. Plasa Telenești

## Populație
Conform datelor recensământului din 1930 populația județului era de 279.292 de locuitori, dintre care 87,3% români, 6,8% evrei, 3,9% ruși ș.a. Din punct de vedere confesional marea majoritate era alcătuită din ortodocși (92,3%), urmați de mozaici (7,0%) ș.a.

### Mediul urban
Populația urbană era formată din 52,2% români, 41,2% evrei, 4,5% ruși ș.a. Din punct de vedere confesional orășenimea era alcătuită din 54,7% ortodocși, 41,9% mozaici ș.a.